# Return of the Living Dead
Return of the Living Dead (en España, México, Perú, Uruguay y Venezuela El regreso de los muertos vivientes, en Argentina El regreso de los muertos vivos) es una película de terror y humor negro estrenada en 1985. Dirigida y guionizada por Dan O'Bannon la historia está escrita por Rudy Ricci, John Russo y Russell Streiner y está protagonizada en sus papeles principales por Clu Gulager, James Karen, Don Calfa, Thom Matthews y Beverly Randolph.
La película obtuvo 4 nominaciones en los Premios Saturn 1986 incluida la de mejor película de terror. Su éxito comercial motivó el surgimiento de una franquicia con un total de cinco películas, de las que O'Bannon únicamente dirigió esta, y un cómic.

## Argumento

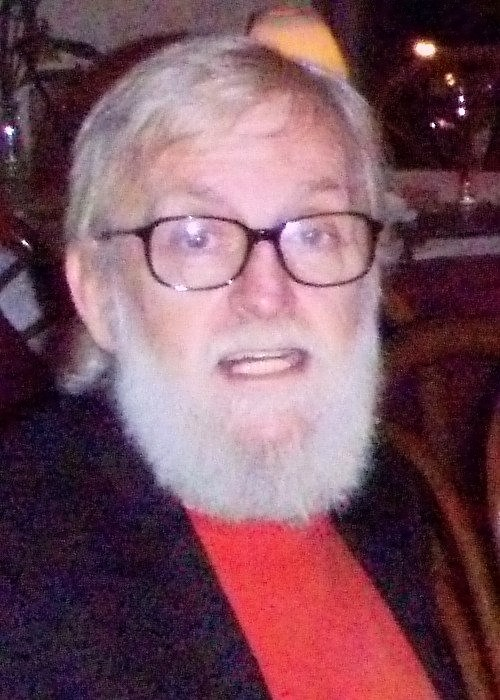
El escritor y cineasta Dan O'Bannon

Freddy (Thom Matthews) comienza a trabajar en una empresa de suministro de productos médicos y su tío Frank (James Karen), el encargado, le muestra el lugar explicándole cómo debe trabajar. Después de enseñarle algunos aspectos básicos de su puesto de trabajo, Freddy le pregunta a Frank por lo más extraño que le haya sucedido en el trabajo. Frank le cuenta que ha visto cosas extrañas, pero que hay una que supera a todas. Tras preguntarle a Freddy si ha visto la película La noche de los muertos vivientes le explica que, en una ocasión, los zombis fueron reales debido a una sustancia creada por el ejército, la cual se filtró en la morgue haciendo que los muertos volvieran a la vida. El ejército le prohibió al director de la película que contara la verdad bajo pena de demandas con lo que el realizador decidió hacer una película que narrara los hechos. 
Freddy le pregunta cómo sabe todo eso. Frank le responde que el ejército tuvo problemas para poder hacer desaparecer los cadáveres y que accidentalmente fueron enviados a la empresa donde se encuentran en lugar de a la compañía química donde hubiesen debido ir. Para corroborar la historia Frank le muestra a Freddy unos barriles del ejército que, efectivamente, estaban almacenados en el sótano y en uno de los cuales hay un cadáver. Accidentalmente, mientras Frank golpea el tanque, lo perfora y expele el apestoso gas putrefacto Trioxin 2-4-5 que le da directamente en el rostro y ambos aspiran y se tragan sin querer, tras lo cual quedan inconscientes; el resto del nauseabundo producto químico atraviesa conductos y se esparce por todo el almacén.
Tras recuperar la consciencia, entre toses cómicas y vómitos, ambos hombres descubren que los perros disecados, primero, y un cadáver verde en la cámara frigorífica después, han cobrado vida.
Horrorizados por el cadáver verde y el perro zombie, los dos hombres llaman a su jefe y dueño del local, Burt (Clu Gulager), para explicarle lo que ha sucedido. Cuando éste llega a la bodega regaña a Frank por haberse acercado a los tanques. Después del alboroto y la sorpresa, deciden eliminar el cadáver y borrar las evidencias para que no lleguen a manos de la policía o el ejército. El cadáver verde no muere a pesar de que lo golpean, decapitan y descuartizan, los pedazos siguen moviéndose. Mención aparte, el zombie que ocupaba el tanque se ha salido furtivamente del lugar sin que ellos se den cuenta, y es el primero en deambular buscando personas vivas a quienes comerles el cerebro.
Burt decide llevar el cadáver al horno crematorio vecino donde trabaja su amigo Ernie (Don Calfa) y lo convencen de incinerar el cadáver. Al realizar la incineración, las cenizas salen por una gran chimenea; desgraciadamente en ese momento está lloviendo torrencialmente, y las cenizas se combinan con la lluvia contaminándola y convirtiéndola en lluvia ácida, la cual al caer al cementerio lo fertiliza y hace resucitar a los muertos y salirse de sus tumbas.
Mientras tanto, un grupo de amigos adolescentes de Freddy han acompañado a su novia, Tina, para ir de fiesta. A la espera de que Freddy termine de trabajar, deciden ir a divertirse en el cementerio. De este modo son los primeros testigos io y son testigos de cómo los muertos regresan a la vida, muerden la cabeza de las personas vivas y les sorben y comen el cerebro. Los adolescentes corren hacia el crematorio pidiendo ayuda y durante la noche los humanos tendrán que tratar de salvar sus vidas luchando contra los zombies comesesos. Una de las adolescentes es Trash (Linnea Quigley), una chica pelirroja que se desnudó en el cementerio haciendo strip tease y bailando sensualmente encima de una tumba; después los zombies la atacaron a ella comiéndole el cerebro y ella también se convirtió en una zombie desnuda, cobrándose más víctimas. Los adolescentes corren hacia el crematorio pidiendo ayuda.
Durante la noche, ese inusual grupo tendrá que ayudarse para tratar de salvar sus vidas luchando contra los zombis comesesos. A medida que se protegen del ataque de los zombis, el grupo consigue capturar lo que queda del torso de una mujer zombi. Tras atarla, la interrogan y la zombi les explica que solamente buscan alimentarse de cerebros, ya que comerlos hace que momentáneamente disminuya el dolor que padecen con la revivificación; por eso los zombis siempre están buscando víctimas.
Frank y Freddy se enferman malamente por el gas podrido del tanque que aspiraron. Tina, la novia de Freddy, sufre y llora lo indecible al ver cómo Freddy está enfermo y se va poniendo cada vez peor; pero final y súbitamente él trata de abalanzarse sobre ella para comerle el cerebro, pues él también se ha convertido en zombie; el amor de ella se troca en asco y horror, y huye de él. Frank, enfermo y desesperado al darse cuenta de que está en camino de convertirse inevitablemente en zombie, se suicida quemándose como bonzo en el crematorio.  
Al final los zombis acaban cobrándose la vida de muchos ciudadanos, paramédicos y policías. Ante la evidencia de que resultan ser invencibles, el grupo de jóvenes, rodeados, logran contactar por teléfono y solicitar ayuda al Ejército. La decisión que adopta el mando militar es lanzar una bomba atómica con un cañón nuclear para destruir el cementerio y así exterminar a los zombis. La explosión nuclear ocurre justo en el preciso instante en que el zombi Freddy está a punto de atrapar a su exnovia Tina. Todos los personajes protagonistas que estaban rodeados por los zombis también mueren. Sin embargo las cenizas resultantes de la explosión nuclear ascienden a las nubes mientras está empezando una nueva lluvia torrencial.

## Reparto
| Actor                | Personaje      |
| -------------------- | -------------- |
| Clu Gulager          | Burt           |
| James Karen          | Frank          |
| Don Calfa            | Ernie          |
| Thom Matthews        | Freddy         |
| Beverly Randolph     | Tina           |
| John Philbin         | Chuck          |
| Jewel Shepard        | Casey          |
| Miguel A. Núñez, Jr. | Spider         |
| Brian Peck           | Scuz           |
| Linnea Quigley       | Trash          |
| Mark Venturini       | Suicida        |
| Jonathan Terry       | Coronel Glover |

## Producción
A finales de la década de 1970 George A. Romero y John A. Russo decidieron, cada uno por su lado, hacer una secuela de La noche de los muertos vivientes (George A. Romero, 1968). Originalmente el guion de Russo, en el que participó Russell Streiner, era una secuela directa manteniendo localizaciones, tono y ritmo de la película original. Dicho guion fue adquirido por el productor Tom Fox quien lo ofreció a Orion Pictures barajándose diferentes directores para su realización como el propio John A. Russo o Tobe Hooper. 
Diferentes retrasos en la producción supusieron que George A. Romero estrenara antes su propia versión, Dawn of the Dead (1978), con una excelente acogida comercial internacional y el primero de diversos títulos con temática zombi estrenados durante los años 1980. Esto hizo que el interés por Return of the Living Dead reviviera y se escogió a Dan O’Bannon como director aunque este objetó que el guion de Russo era demasiado parecido a La noche de los muertos vivientes y cuestionó su calidad. Por ello partió de cero escribiendo su propio guion de Return of the Living Dead que, bajo su dirección, transformó la prevista secuela en una película de zombis que mezclaba comedia y terror.

## Recepción
La película obtiene positivas valoraciones en los críticos y los portales de información cinematográfica que mayoritariamente la consideran, como suele ser habitual en las películas de este subgénero de terror, una crítica velada en este caso a la administración Reagan de Estados Unidos y a los estados autoritarios.

"O’Bannon toma la era Reagan y la da vuelta como un guante con una película muy bien hecha que, de ser vista hoy (…) terminaría con la moda de desenterrar cadáveres. Este film sepulta a todo muerto que camina, y a los Estados autoritarios, ni hablar. Puntuación: ★★★★ (sobre 5)"
Leonardo D’Espósito (Revista Noticias) 

En FilmAffinity con 3.261 votos obtiene una puntuación de 6,2 sobre 10. En IMDb obtiene una calificación de 7,3 sobre 10 con 52.018 valoraciones. En Metacritic por su parte obtiene una puntuación de 66 sobre 100 basadas en 12 críticas profesionales.

"Return of the Living Dead es una película con algunas escenas agradables y divertidas como las de inicio y el obligatorio clímax horrible. No comete el error de Day of the Dead (de George A. Romero): tener demasiado diálogo. Es una especie de máquina de sensaciones, hecha de los ingredientes habituales y la verdadera pregunta es si está rodado con estilo. Lo está."
Roger Ebert (Chicago Sun-Times) 

En Rotten Tomatoes obtiene una calificación de "fresco" para el 92% de las 36 críticas profesionales y el 79% de las 55.288 valoraciones de los usuarios del portal.

"Dan O'Bannon y John Russo podrían haber pensado El regreso de los muertos vivientes como una comedia pero es demasiado sangrienta, demasiado aterradora y demasiado buena para ser calificada únicamente como una comedia."
Christopher Lloyd (Sarasota Herald-Tribune) 